# Ardisia colombiana
Ardisia colombiana là một loài thực vật có hoa trong họ Anh thảo. Loài này được Lundell mô tả khoa học đầu tiên năm 1968.